# Abul Kalam Azad
Abul Kalam Ghulam Muhiyuddin, genannt Maulana Abul Kalam Azad (* 11. November 1888 in Mekka, Vilâyet Hedschas, Osmanisches Reich; † 22. Februar 1958) war ein indischer Schriftsteller, Minister und Freiheitskämpfer in der Unabhängigkeitsbewegung Indiens. Als Führer der indischen Kongresspartei vertrat er die Interessen der urdusprechenden muslimischen Bevölkerung. Nach der Unabhängigkeit war er Erziehungsminister.

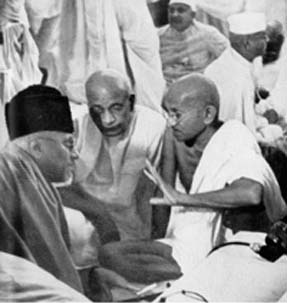
Maulana Azad mit seiner typischen Mütze, Patel und Gandhi 1940

## Leben

### Jugend
Der als Firuz Bakht in eine aus Herat stammende persische Gelehrtenfamilie geborene Azad kam in Mekka zur Welt, wohin sein Vater Maulana Khairuddin, unzufrieden mit der Situation in Indien, schon 1855 reisen wollte. Er wurde jedoch mit Familie in Bhopal vom Nawab bis nach dem Aufstand 1857 festgehalten, um erst dann zu fliehen. Azads Mutter war eine Tochter des Scheichs Mohammed Zaher Watri († 1891). Die Familie kehrte, nachdem der weitgereiste und im klassisch islamischen Sinn gelehrte Vater mehrmals Bombay und Bengalen besucht hatte, nach Kalkutta zurück, als der Knabe zwei Jahre alt war. Seine Schulbildung, mit Schwerpunkt im klassischen Persisch und Arabisch sowie islamischer Theologie, erhielt er vom Vater und Hauslehrern, bis er 16 war. Die Schriften von Sir Sayyid Ahmad Khan überzeugten ihn von der Notwendigkeit modernes Wissen zu erwerben, dazu gehörte auch das Studium der Bibel, die er in mehreren Sprachen las, um Sprachkenntnisse, zuvorderst Urdu, zu erwerben. Etwa 20-jährig nahm er das Pseudonym Azad („Freiheit“) als Namen an.
Politisch wurde er im Rahmen der Agitation hinsichtlich der Teilung Bengalens 1905 aktiv, dabei beeinflussten ihn die Schriften von Aurobindo Ghose besonders. Er gelangte in die Kreise um den Revolutionär Shyam Sunder Chakravarty. Die nächsten zwei Jahre verbrachte er damit, revolutionäre Zellen im gesamten Norden Indiens zu errichten.
Bald darauf bereiste er ausgiebig den Irak, die osmanische Türkei mit Ägypten und Frankreich. In Kairo studierte er nie, wie in der Biographie von Mahadev Desai behauptet, an der al-Azhar-Universität, deren Methoden er für zu altmodisch hielt. Zu dieser Zeit hatte er Kontakt zur Bewegung der Jungtürken. Aufgrund des schlechten Gesundheitszustandes seines Vaters reiste er nicht wie geplant nach London weiter, sondern kehrte nach Kalkutta zurück.

### 1912–1935
Im Juni 1912 begann er 24-jährig die islamistische und anti-britische Wochenschrift Al Hilal in hochwertiger Aufmachung herauszugeben, die nach Kriegsausbruch 1914 prompt unter den Bestimmungen des Press Act verboten wurde. Zu dieser Zeit hatte das Blatt eine Auflage von 26.000 Exemplaren. Ab November 1915 gab er ebenfalls in Kalkutta Al Balagh heraus, die eingestellt wurde, als er im März 1916 von den Briten ins interne Exil nach Bihar geschickt wurde. Er war daraufhin bis 1. Januar 1920 in Ranchi interniert. Bald darauf traf er in Delhi zum ersten Mal Gandhi. Zu dieser Zeit wurde er aktiv in der Kalifat-Kampagne, als deren Ideologe er galt.
Einerseits war er auf die Politik der Gewaltlosigkeit und Nichtzusammenarbeit eingeschwenkt, andererseits bewegten ihn Gedanken an einen Dschihad, dem ein Auszug in ein muslimisches Land vorangehen müsste. Ein vorläufiger Text, der Bereitwillige aufforderte, mit ihm in Verbindung zu treten, war eine „hijrat ka fatwa“ (Rechtsgutachten zugunsten einer Auswanderung), die in Amritsar am 30. Juli 1920 von der Tageszeitung Ahl-e-Hadith gedruckt wurde. Sie bewirkte aber den sofortigen Aufbruch von gut 18.000 Menschen aus Sindh und der Nordwestprovinz. Viele von ihnen fanden den Tod, als sie nach Kabul den Weg durch das Gebiet feindlicher Stammesleute nahmen und letztendlich von den afghanischen Behörden zurückgewiesen wurden.
Nach seiner Freilassung wurde Azad zum Präsidenten des All India Khilafat Committee gewählt. Während seiner Agitation 1921 in Bengalen für Gandhis Satyagraha wurde er, wie fast alle Parteiführer, verhaftet und zu einem Jahr Gefängnis verurteilt. Aus dem Zentralgefängnis in Alipur wurde er am 1. Januar 1923 entlassen. Auf dem Sonderparteitag der Kongresspartei im September 1923 wurde er 35-jährig zum bis dato jüngsten Präsidenten der Partei gewählt.
1928 war er Vorsitzender der Nationalist Muslims Conference. Im Rahmen des Salzmarsches wurde er in Meerut wiederum, diesmal für 1½ Jahre eingesperrt. Bald nach der Rückkehr Gandhis von den gescheiterten Verhandlungen in London und dessen Verhaftung unter der Administration des neuen Vizekönigs Lord Willingdon wurde auch Azad in Delhi erneut für etwas über ein Jahr festgesetzt (S 13).

### 1935–1945
Als die essentiell säkulare Kongresspartei nach den Reformen des Government of India Act 1935 erstmals an sechs Provinzregierungen beteiligt war, saß Azad mit in einem zentralen Steuerungsausschuss, der die Parteipolitik koordinierte. Persönlich war er enttäuscht, dass Syed Mahmud verhinderte, dass er Chief Minister von Bihar werden konnte. Er trat als nationalistischer Anti-Imperialist aber auch gegen die kommunalistischen Tendenzen, d. h. der Trennung von Hindus und Muslimen, auf. Dadurch setzte er sich den Anfeindungen radikaler Mitglieder der Muslim League aus. Die Rolle von Sardar Patel hielt er für nicht immer konsistent mit den Interessen der Partei. Das von Gandhi propagierte Prinzip der Gewaltfreiheit sah er, wie viele andere Kongressführer, als nützliche Politik an. Dies zeigte sich auch darin, dass er, anders als Gandhi, einen Kriegseintritt Indiens dann – aber nur dann – für sinnvoll hielt, wenn Indien vorher die volle Unabhängigkeit erhielte. 1940 wurde er wieder, bis 1946, Parteipräsident. Nachdem der Parteitag seine Vorschläge zur Richtlinie erhob, wurde er im Sommer, wie später der gesamte Parteivorstand, wiederum verhaftet. Zunächst erhielt er eine zweijährige Haftstrafe, jedoch im Dezember 1941 vorzeitig entlassen. Bald darauf war er im Frühjahr 1942 an den ergebnislosen Verhandlungen mit der Cripps-Mission beteiligt.
Als die „Quit India“-Bewegung ausgerufen wurde, kam es am 9. August 1942 erneut zur Verhaftung. Zusammen mit der restlichen Parteispitze wurde er im Ahmednagar Fort unter Kontrolle des Militärs isoliert festgehalten. Anfang 1944 starb seine Frau, die seit 1941 kränkelte, und drei Monate später seine Schwester. Ende des Jahres wurde er nach Bankura verlegt, wo er, körperlich geschwächt, Ende Mai 1945 von den Briten entlassen wurde.

### Unabhängigkeit
Azad nahm seine Tätigkeit innerhalb der Führung des wieder zugelassenen Congress erneut auf. Er führte im Namen der Partei die Verhandlungen bei der Shimla-Konferenz (25. Juni – 14. Juli 1945) und 1946 mit der Mission des britischen Kabinetts, die die Unabhängigkeit Indiens endgültig in die Wege leiten sollte. Azad war ein entschiedener Gegner der Teilung Indiens und machte Mountbatten dafür direkt verantwortlich.

### Erziehungsminister

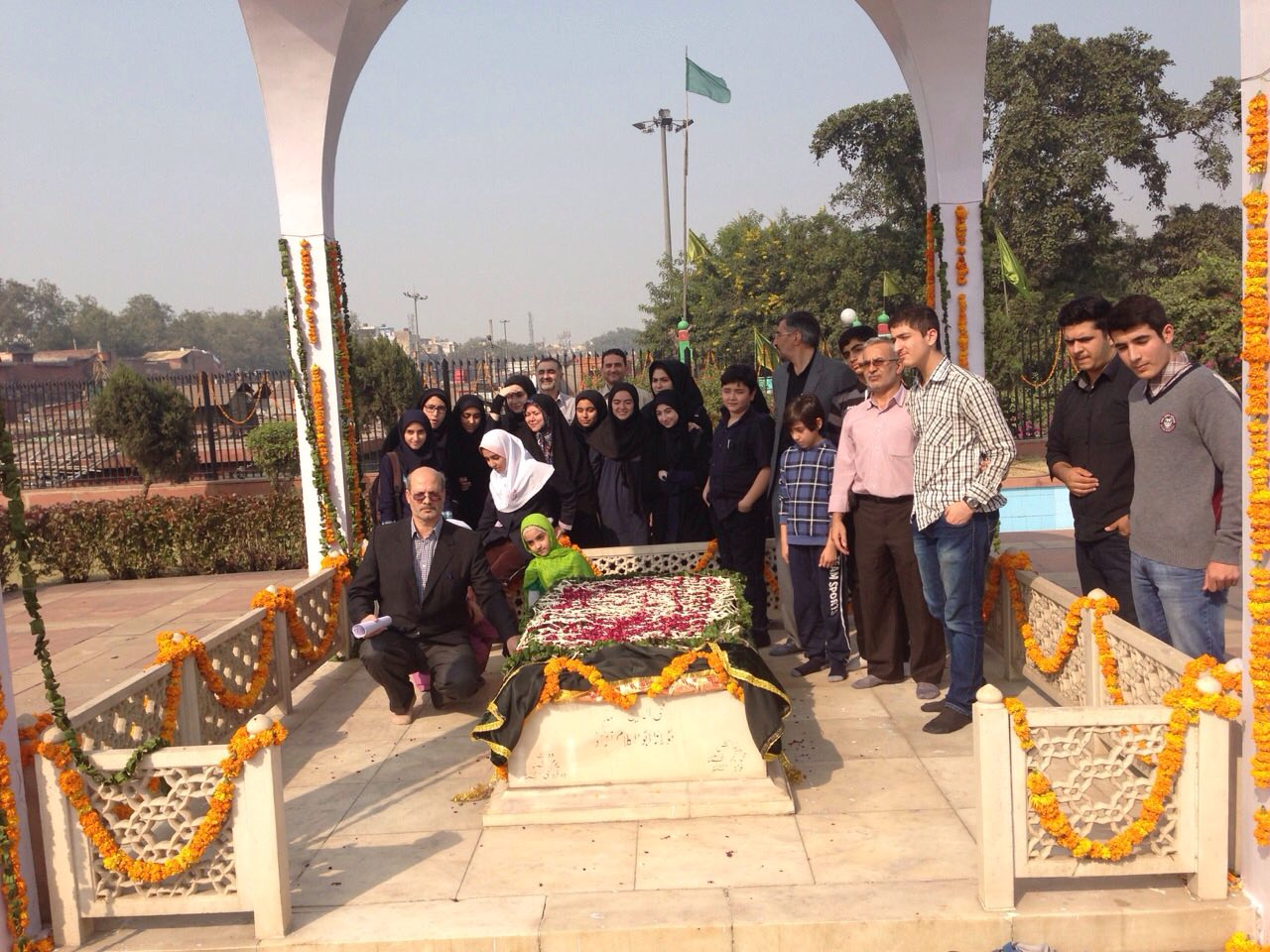
Grabstätte von Abul Kalam Azad

In der ersten freien indischen Regierung wurde er Erziehungsminister. Als 1954 Krishna Menon, den er für seine Handlungen als High Commissioner verachtete, ins Kabinett aufgenommen werden sollte, verhinderte er dies durch ein Rücktrittsangebot. Den Posten behielt er, trotz gesundheitlicher Probleme, bis zum 2. Februar 1958, also kurz seinem Tod am 22. Februar 1958 im Alter von fast 70 Jahren.

## Nachwirkung
Sein Geburtstag, der 11. November wird alljährlich von der indischen Regierung als Education Day begangen. Die Maulana Azad National Urdu University wurde 1988 in Hyderabad gegründet. Das Maulana Abul Kalam Azad Arabic Persian Research Institute besteht in Tonk. Im Jahr 1992 erhielt er postum die Auszeichnung Bharat Ratna.

## Werke

### Auf Urdu
Azad publizierte auf Urdu:
- Al-Bayan (1915)
- Tarjuman-ul-Quran (1933-6; engl.: Basic concepts of the Quran, 1958-)
- Tazkirah (1916, autobiographisch)
- Ghubar-i-Khatir (1943, Briefe)

### Autobiographie
Die Autobiographie Azads, die keine privaten Informationen enthielt und mit den Ereignissen 1935 beginnt, wurde von Humayun Kabir (1906–69, Professor und nach 1957 mehrfach Minister auf Bundesebene) auf Englisch verfasst. Die von Azad autorisierte Fassung, die anlässlich seines 70. Geburtstag erscheinen sollte, war gekürzt. Gewisse Details, mehr als 30 Manuskriptseiten, sollten erst zu seinen 100. Geburtstag veröffentlicht werden. Die fehlenden Teile wurden dem Verleger Longmans erst nach einer Entscheidung des obersten indischen Gerichts am 29. September 1988 übergeben.
- Maulana Abdul Kalam Azad; India Wins Freedom: the complete version; Hyderabad u. a. 1988; ISBN 0-86131-914-1 (gekürzte Version: Bombay 1959)

### Reden
Eine Sammlung seiner Reden aus den Jahren 1947 bis 1955 erschien 1956 in Delhi unter dem Titel Speeches of Maulana Azad.